# Lista över algeriska filmer
Detta är en alfabetisk lista över filmer producerade i Algeriet. 

## A
- À l'ombre des chênes (1974)
- Adhilai al beida (1991)
- Al-Salam Al-Walid (1965) ...aka So Young a Peace
- Algérie, entre douleur et liberté (2000)
- Ali au pays des mirages (1978) aka Ali fi bilad al-sarab or Ali in Wonderland (1978)
- Aliénations (2004)
- Après-Octobre, L' (1989)
- Arc-en-ciel éclaté, L' (1998) aka The Blown-out Rainbow
- Arche du désert, L' (1998)
- Asfour, al- (1972)  aka The Sparrow
- Asino d'oro: processo per fatti strani contro Lucius Apuleius cittadino romano, L' (1970)
- Attente des femmes, L' (2001)
- Aube des damnés, L' (1966) aka Dawn of the Damned
- Automne... Octobre à Alger (1993)
- Autre monde, L' (2001)  aka Other World, The (2004) (USA: literal English title)
- Aveux les plus doux, Les (1971)
- Awdat al ibn al dal (1976) aka Return of the Prodigal Son, The (1976)
- Aziza (1980)
- Aïd El Kebir (1999)

## B
- Bab el web (2005)
- Bab El-Oued City (1994)
- Bal, Le (1983)
- Barakat! (2006)
- Battaglia di Algeri, La (1966) .aka Battle of Algiers, The (1967) (USA)
- Beur blanc rouge (2006)
- Blouson vert, Le (1998)
- Bonnes familles, Les (1972)
- Brancaleone alle crociate (1970)
- Buamama (1985)

## C
- Camp de Thiaroye (1987)
- Cheb (1991)
- Chemins de l'oued, Les (2002)  ..aka Under Another Sky
- Chronique des années de braise (1975)
- Clan destin (1999)
- Colline oubliée, La (1997)
- Communiqué, Le (1969)
- Couleurs d'enfants (1994)
- Cousines (2004)

## D
- Delice Paloma (2007)
- Dernière image, La (1986)
- Douar de femmes (2005) ..aka Hamlet of Women
- Dounia (1998)
- Décembre (1972)
- Dévoilée femme, La (1998)

## E
- Eldridge Cleaver (1970)
- Enfer à dix ans, L' (1968)
- Élise ou la vraie vie (1970)
- Évasion de Hassan Terro, L' (1974)

## F
- Faham, El (1973) aka Charcoal Maker, The (1973)
- Femmes d'Alger (1992)
- Festival panafricain d'Alger (1970)
- Folles années du twist, Les (1986)
- Frontières (2001)

## G
- Ghoula, El (1972)
- Guerre de libération (1973) ...aka War of Liberation (1973)
- Génération de guerre (1971)
- Guerre Sans Images (2002)

## H
- Hassan terro (1967)
- Haçla (2003)
- Histoire d'une rencontre (1985)
- Histoires de la révolution (1969)
- Honneur de la tribu, L' (1993)
- Hors-la-loi, Les (1968)
- Héritage, L' (1975) ...aka Legacy, The (1975)
- hors la loi (2009)
- How Big Is Your Love (2011)

## I
- Il était une fois dans l'oued (2005)
- Ilo Tsy Very (1987)
- Inch'Allah dimanche (2001)
- Indigènes (2006)
- Iskanderija... lih? (1978) .aka Alexandria... Why?
- inland gabbla (2009)

## J
- Jean Farès (2001)
- Jowjet libni (1982) ..aka Wife for My Son, A

## K
- Kalaa, El ..aka Citadel, The (1988)

## L
- Leïla et les autres (1977)
- Little Senegal (2001)
- Louss, warda al-rimal (1988)
- Le Harem de madame Osmane (1993)

## M
- Machano (1996)
- Magique, Le (1996)
- Mains libres, Les (1964)
- Manara, El (2004)
- Maquam Echahid (1984)
- Message d'Alger (1998)
- Moissons d'acier (1983)
- Montagne de Baya, La (1997)
- Morituri (2007)
- Mughamarat batal (1979)

## N
- Nahla (1979)
- Nomades, Les (1975)
- Noua (1972)
- Nouba, La (1979)

## O
- Omar Gatlato (1976)
- Opium et le baton, L' (1971)

## P
- Patrouille à l'Est (1971)
- Peuple en marche (1963)
- Poussières de vie ... aka Dust of Life (1995)
- Premier pas (1979)
- Prends 10000 balles et casse-toi (1981)
- Père (2004)

## R
- Rachida (2002)
- Remparts d'argile (1968)
- Rih al awras (1966)  ..aka Winds of the Aures, The or Le Vent Des Aurès.  Entered into the 1967 Cannes Film Festival
- Roma wa la n'touma (2006) ..aka Rome Rather Than You (2006)
- Rupture (1982)
- Rückkehr aus der Wüste, Die (1990)..aka Return from the Desert (1990)

## S
- Salut cousin! (1996)
- Sanaoud (1972)
- Seekers of Oblivion (2004)
- Soleil assassiné, Le (2003)  Assassinated Sun, The (2003)
- Song of Umm Dalaila, the Story of the Sahrawis (1993)
- Straniero, Lo (1967) Black Sweat
- Suspects, Les (2004)

## T
- Tahia ya didou! (1971)
- Thé d'Ania, Le (2004)
- Tre pistole contro Cesare (1966)

## U
- Un rêve algérien (2003)
- Une femme taxi à Sidi Bel-Abbès ...aka Female Cabby in Sidi Bel-Abbes, A (2000)

## V
- Vacances de l'inspecteur Tahar, Les (1972)
- Velikij turan (1995)
- Vent de sable (1982)
- Viva Laldjérie  ...aka Viva Algeria (2004)
- Vivre au paradis  ..aka Living in Paradise (1998)
- Voie, La (1967)
- Voisine, La (2002)

## W
- Walo Fendo (1999)
- West Indies (1979)

## Y
- Ya ouled (1993)
- Yelema (1993)
- Youcef (1994)

## Z
- Z – han lever (1969)
- Zerda ou les chantes de l'oubli, La (1983)
- Zone interdite (1974)